# Центральна лікарня Пхеньяна
Центральна лікарня Пхеньяна (кор. 평양 종합병원) — це лікарня, яка будується в столиці Північної Кореї Пхеньяні. Лікарня знаходиться навпроти Монумента заснування Трудової партії Кореї. Її закладення відбулася 19 березня 2020 року, під час пандемії COVID-19, і будівництво лікарні тривало на основі «швидкісної кампанії» з очікуваною датою завершення в жовтні 2020 року, до святкування 75-ї річниці Трудової партії Кореї.

## Передумови
Агентство «NK News» повідомило, що проект було узгоджено на чотириденній зустрічі, яка завершилася 31 грудня 2019 року, на якій «обговорювалися та вирішувалися завдання щодо будівництва першої сучасної центральної лікарні в Пхеньяні для зміцнення здоров'я людей для 75-річчя заснування партії». На церемонії закладки першої копійки голова Кім Чен Ин визнав, що існує «численна кількість перешкод» для завершення будівництва лікарні за такий короткий час, і що завершення будівництва лікарні відбуватиметься за рахунок інших проєктів. Після закладки фундаменту кілька чиновників написали статті в «Нодон сінмун», пообіцявши вести «цілонічні бої» за будівництво лікарні. Лікарня вважається першим великим проектом кампанії «лобового прориву» за моделлю руху Чхолліма, задуманого після провалу Ханойського саміту із США (і відповідної відсутності послаблення санкцій) і подальше применшення п'ятирічного плану.

## Будівництво
За даними «Pyongyang Times», станом на 2 квітня фундаментні роботи були завершені на 63 %. До 15 червня дві вежі лікарні були завершені.
Проєкт передбачав початковий термін завершення будівництва на жовтень 2020 року, проте лікарню до того часу ще не було відкрито, а підготовка до початку роботи лікарні «відсувалася».
У січні 2021 року «Radio Free Asia» повідомило, що внутрішній екстер'єр лікарні готовий, але внутрішній простір ще не завершений, оскільки пандемія COVID-19 і санкції проти Північної Кореї зупинили імпорт лікарняного обладнання. У квітні 2023 року було опубліковано, що в червні 2022 року Кім Чен Ин затвердив дизайн інтер'єру лікарні, а також форму медичного персоналу.